# Joachim Halupczok
Joachim Halupczok (ur. 3 czerwca 1968 w Niwkach, zm. 5 lutego 1994 w Opolu) – polski kolarz szosowy, mistrz świata, wicemistrz olimpijski, dwukrotny medalista mistrzostw świata.

## Kariera
Kariera kolarska Halupczoka zaczęła się w 1982, kiedy zajął trzecie miejsce w międzyszkolnym wyścigu dla niestowarzyszonych w Chrząstowicach. W początkowych latach kariery, od 1982 do 1989 był zawodnikiem klubu LKS Ziemia Opolska. W lipcu 1986 zajął siódme miejsce w mistrzostwach świata juniorów, rozgrywanych w Casablance (Maroko).
W maju 1988 startował w 41. edycji Wyścigu Pokoju, w klasyfikacji generalnej zajmując szóste miejsce (najwyższe wśród Polaków) i został wybrany przez trzy redakcje najlepszym debiutantem. W zakończonym w weekend 16-17 lipca 1988 Wyścigu Dookoła Nadrenii zajął w klasyfikacji generalnej dziesiąte miejsce. Został powołany do kolarskiej kadry Polski na Letnie Igrzyska Olimpijskie 1988, zorganizowanych w południowokoreańskim Seulu. W okresie przygotowawczym w weekend 3-4 września 1988 startując w pierwszym składzie reprezentacji Polski (wraz z nim Marek Leśniewski, Zenon Jaskuła, Andrzej Sypytkowski) zwyciężył w Piotrkowie Trybunalskim w drużynowym wyścigu kolarskim na dystansie 100 km o puchar Polskiego Komitetu Olimpijskiego. Wkrótce potem, w tym samym miesiącu brał udział w startach kolarskich na igrzyskach 1988. W drugim dniu igrzysk, 18 września 1988 startował w wyścigu drużynowym na czas na dystansie 100 km i zdobył wraz z Andrzejem Sypytkowskim, Zenonem Jaskułą i Markiem Leśniewskim srebrny medal. Polska ekipa, prowadzona przez trenera Ryszarda Szurkowskiego uległa tylko kadrze NRD o niespełna 7 sekund. Medal zdobyty przez czwórkę był pierwszym całej polskiej ekipy na tych igrzyskach. Podczas igrzysk w ostatniej chwili został dokooptowany do składu Polski w kolarstwie torowym i w dniach 20-22 września wraz z Ryszardem Dawidowiczem, Andrzejem Sikorskim i Marianem Turowskim brał udział w zawodach wyścigu drużynowego na dochodzenie na dystansie 4 km. Polacy w eliminacjach uzyskali szósty czas, po czym w ćwierćfinale przegrali z Francją i zostali ostatecznie sklasyfikowani na siódmym miejscu. Reprezentując Polskę na igrzyskach 1988 Halupczok pozostawał jednocześnie zawodnikiem Ziemi Opolskiej. Na zakończenie sezonu zajął dziewiąte miejsce w plebiscycie „Przeglądu Sportowego” za rok 1988.
W 42. edycji Wyścigu Pokoju, rozgrywanego w maju 1989, był drugi na 10 etapie, w klasyfikacji generalnej zajął czwarte miejsce, a ponadto był drugi w klasyfikacji górskiej, czwarty w klasyfikacji najaktywniejszych, ósmy w klasyfikacji najwszechstronniejszych oraz zwyciężył w klasyfikacji młodzieżowców do lat 21 (koszulka w biało-czarne pasy). Po zakończeniu wyścigu Halupczok przyznał, że przystępował do niego z zamiarem wygrania, lecz wpływ na ostateczną pozycję miał upadek w Poznaniu, w którym się potłukł. Następnie z powodzeniem startował w mistrzostwach świata 1989 w Chambéry (Francja). W dniu 23 sierpnia 1989 w drużynowej jeździe na czas na dystansie 100 km zdobył wraz z zespołem Polski srebrny medal (wraz z nim startowali wówczas Zenon Jaskuła, Marek Leśniewski, Andrzej Sypytkowski), ustępując drużynie NRD (podczas jazdy A. Sypytkowski był zmuszony do zmiany przebitej opony, co spowodowało zwiększenie straty do zwycięzców i przekreślenie szans na mistrzostwo). Trzy dni później, 26 sierpnia 1989 Halupczok zdobył złoty medal w wyścigu amatorów ze startu wspólnego. Do wyścigu startował w gronie 206 kolarzy, a tego dnia na trasie panowała upalna pogoda. Podczas jazdy na jednym ze zjazdów zrealizował ucieczkę z peletonu (określaną później jako brawurową), po czym powiększał przewagę w podjeździe na górę Cote De Montagnole. Trasę o długości 185,2 km pokonał w czasie 4:52:54, osiągając średnią prędkość 37,9 km/h. Został zwycięzcą wyścigu wyprzedzając następnych rywali o prawie 3 minuty. Szkoleniowcami kadry Polski na MŚ 1989, którzy przygotowali plan wyścigu indywidualnego, byli Wacław Skarul i jego asystent Erwin Chmiel, będący jednocześnie klubowymi trenerami Halupczoka w Ziemi Opolskiej. Tuż po wyścigu polski triumfator powiedział:

Czułem się dzisiaj naprawdę doskonale i wiedziałem na co mnie stać. Dlatego dość spokojnie jechałem pierwsze 100 km, będąc pewien, że koledzy z zespołu czuwają nad sytuacją i nie dopuszczą do akcji, która mogłaby przekreślić moje szanse. W peletonie było wielu mocnych kolarzy, dlatego musiałem atakować samotnie. Tak to zresztą uzgodniliśmy z trenerami i kolegami przed startem. Cieszę się ogromnie, to dla mnie był naprawdę wspaniały sezon. Po wyścigu drużynowym obawialiśmy się trochę, czy nie odczujemy skutków tego wysiłku podczas dzisiejszego startu. Okazało się jednak, że zarówno Zenek jak i ja zdołaliśmy przez dwa dni w pełni zregenerować siły.

Został wybrany najlepszym sportowcem Polski w plebiscycie „Przeglądu Sportowego” za rok 1989.
W 1990 podpisał kontrakt zawodowy, reprezentując w tym roku włoski zespół Diana-Colnago-Animex. W czteroetapowym wyścigu Giro del Trentino 1990 w maju tego roku zajął ósme miejsce w klasyfikacji generalnej. Następnie na przełomie maja i czerwca startował w wyścigu Giro d’Italia 1990, w którym po 7 i 8 etapie był trzeci w klasyfikacji generalnej, po 9 był drugi, a w 12 etapie był drugi na mecie, a ponadto był liderem klasyfikacji młodzieżowców (biała koszulka) po 1 i 2 etapie oraz od 9 do 15 etapu. Ostatecznie nie został sklasyfikowany na koniec całego wyścigu. 23 sierpnia 1990 zajął szóste miejsce w jednoetapowym wyścigu Giro del Veneto 1990. Podczas mistrzostw świata 1990 w japońskim mieście Utsunomiya, 2 września startował w wyścigu indywidualnym ze startu wspólnego zawodowców, zajmując szesnaste miejsce. W weekend 15-16 września 1990 startował w parze z Zenonen Jaskułą w wyścigu Trofeo Baracchi 1990, zajmując drugie miejsce.
Jesienią tego roku wynikły problemy zdrowotne (arytmia serca), które spowodowały, że musiał przerwać karierę. W 1991 był kolarzem włoskiej drużyny Del Tongo - MG. W sezonie 1992 kontynuował starty. W barwach włoskiej ekipy GB–MG Maglificio startował w Vuelta a España 1992 (przełom kwietnia i maja tego roku), zajmując dziewiąte miejsce na mecie 6 etapu. W weekend 4-5 lipca 1992 zajął drugie miejsce w kryterium na ulicach Ratyzbony. W wieku 24 lat z uwagi na względy zdrowotne był zmuszony zakończyć karierę.
5 lutego 1994 odbywały się zawody piłki nożnej halowej w Opolu. Joachim Halupczok miał tam wystąpić rekreacyjnie jako bramkarz. W czasie rozgrzewki zasłabł i stracił przytomność. Zmarł w drodze do szpitala. Po zdarzeniu jako przyczynę śmierci podano niewydolność serca. Lekarz patomorfolog, który przeprowadził sekcję zwłok Halupczoka, wykluczył, że jego śmierć spowodował zawał serca. Podejrzewano, że przyczyną problemów było nadużywanie środków dopingujących (EPO). Odmiennego zdania jest prof. Romuald Lewicki z Zakładu Medycyny Sportowej WAM w Łodzi, który uważa, że doniesienia na temat EPO są nieprawdziwe. Zawodnik nie miał wrodzonej ani nabytej choroby serca, a arytmia mogła być następstwem nieleczonych infekcji dróg oddechowych. 
Pogrzeb Joachima Halupczoka odbył się 9 lutego 1994 w Węgrach, a uczestniczyło w nim ok. 2 tys. żałobników. Został pochowany na cmentarzu w pobliskim Osowcu Śląskim.
Jego rodzice prowadzili gospodarstwo rolne w Niwkach. Miał żonę Barbarę oraz dwoje dzieci, syna Roberta i córkę Annę.

## Upamiętnienie
W hołdzie kolarzowi odbywa się Memoriał Joachima Halupczoka na Ziemi Turawskiej.
21 sierpnia 2010 w rodzinnych Niwkach został odsłonięty pomnik Joachima Halupczoka przedstawiający go jako kolarza na rowerze szosowym; autorem rzeźby jest Przemysław Wolny.
Podczas edycji wyścigu kolarskiego Tour de Pologne w edycjach 2016, 2017, 2018 ustanowiona została „Premia im. Joachima Halupczoka”.
Od sierpnia 2020 roku jego imieniem nazwano nowo powstały most pieszo-rowerowy nad Kanałem Ulgi w Opolu.

## Najważniejsze osiągnięcia sportowe
- 1987
  -  1. miejsce w mistrzostwach Polski juniorów (cyclo-cross)
  -  1. miejsce w mistrzostwach Polski (start wspólny)
- 1988
  -  3. miejsce w mistrzostwa Polski (wyścig indywidualny na czas)
  -  3. miejsce w mistrzostwa Polski (wyścig górski)
  -  1. miejsce w mistrzostwa Polski (wyścig w parach; z Janem Magoszem)
  -  2. miejsce w igrzyskach olimpijskich (jazda drużynowa na czas 100 km)
- 1989
  - 1. miejsce w GP Liberazione (do lat 23)
  - 1. miejsce w Rheinland-Pfalz-Rundfahrt
  - 4. miejsce w Wyścigu Pokoju
    - 2. miejsce na 10. etapie

  -  1. miejsce w mistrzostwa Polski (start wspólny, wyścig indywidualny)
  -  1. miejsce w mistrzostwa Polski (wyścig indywidualny na czas)
  -  1. miejsce w mistrzostwa Polski (wyścig w parach; z Janem Magoszem)
  -  1. miejsce w mistrzostwach świata (amatorzy, start wspólny)
  -  2. miejsce w mistrzostwach świata (amatorzy, jazda drużynowa na czas 100 km)
- 1990
  - 8. miejsce w Giro del Trentino
  - 3. miejsce na 12. etapie Giro d'Italia
  - 2. miejsce w Trofeo Baracchi (razem z Zenonem Jaskułą)